# ヴィクトリアニズム

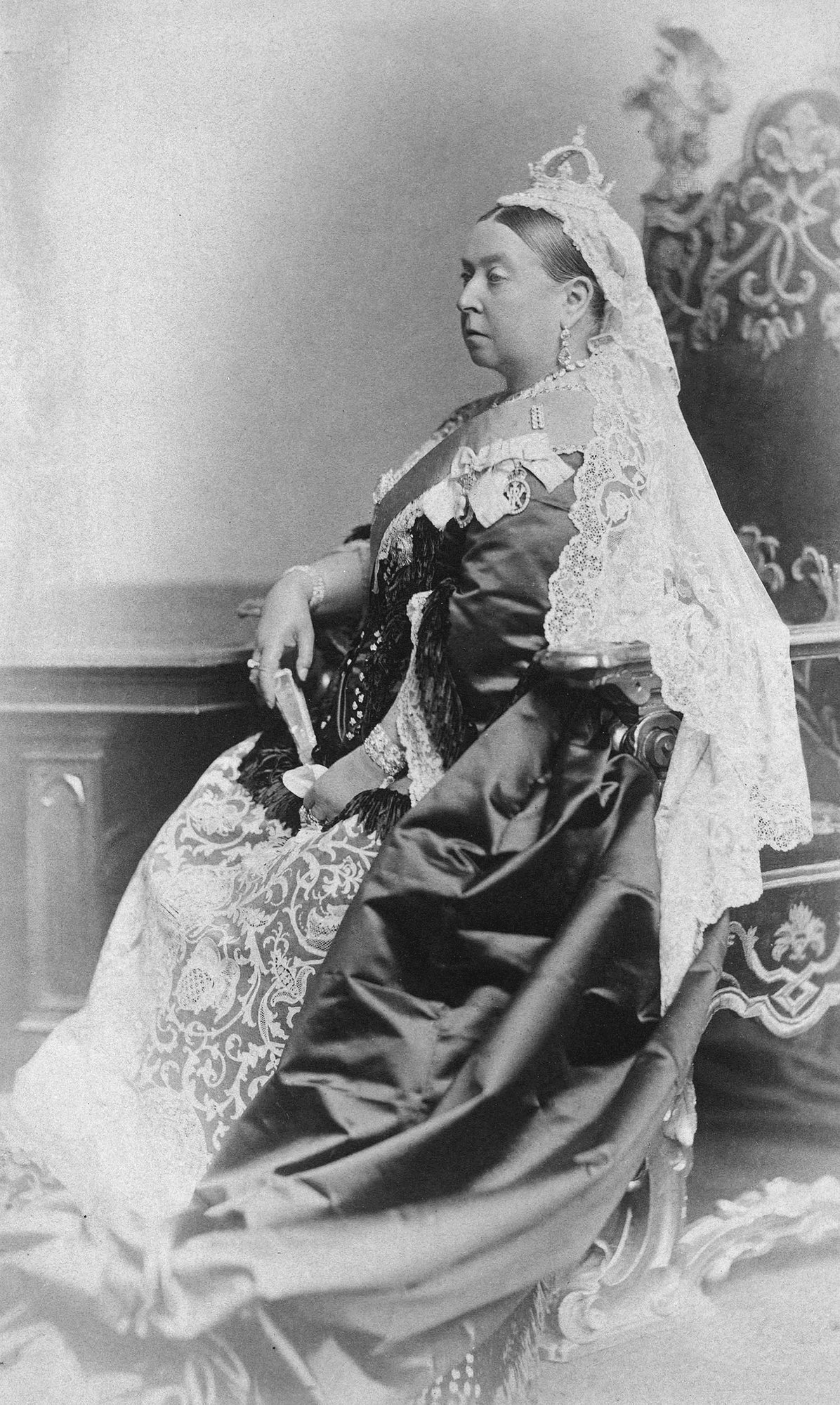
ヴィクトリア女王

ヴィクトリアニズム (Victorianism, Victorian morality) はヴィクトリア朝期の勤勉、禁欲、節制、貞淑などを特徴とする価値観や道徳のこと。19世紀に成長著しかった中流階級の理想を反映し、ピューリタニズムが強く表れている。文学や絵画、彫刻などに強く影響を与えた。行きすぎた厳格さから二重規範を生み出すこともあり、しばしば上品ぶった、偽善的といったニュアンスを持つこともある。